# II Copa Federación de Voleibol Femenino 2012
La II Copa Federación de Voleibol Femenino 2012 comenzó desde el 29 de junio y finaliza el 1 de julio en el Coliseo Miraflorino Manuel Bonilla, en la ciudad de Lima, Perú. La selecciones de Colombia y Perú representan a la Confederación Sudamericana de Voleibol y las de Cuba y República Dominicana, a la NORCECA.

## Equipos participantes
- Colombia
- Cuba
- Perú
- República Dominicana

### Resultados
| Fecha    | Encuentro                       | Resultado | Set   | Set   | Set   | Set   | Set   | Puntuación total |
| Fecha    | Encuentro                       | Resultado | 1     | 2     | 3     | 4     | 5     | Puntuación total |
| -------- | ------------------------------- | --------- | ----- | ----- | ----- | ----- | ----- | ---------------- |
| 29-06-12 | República Dominicana - Cuba     | 3-1       | 22-25 | 25-15 | 25-20 | 25-20 |       | 97-80            |
| 29-06-12 | Colombia - Perú                 | 3-0       | 25-22 | 27-25 | 25-21 |       |       | 75-68            |
| 30-06-12 | Colombia - Cuba                 | 3-0       | 25-15 | 26-24 | 25-23 |       |       | 76-62            |
| 30-06-12 | Perú - República Dominicana     | 2-3       | 24-26 | 17-25 | 25-17 | 25-18 | 08-15 | 99-101           |
| 01-07-12 | Colombia - República Dominicana | 3-2       | 25-17 | 23-25 | 20-25 | 25-23 | 15-11 | 108-101          |
| 01-07-12 | Perú - Cuba                     | 3-0       | 25-12 | 25-22 | 25-17 |       |       | 75-51            |

### Clasificación
| Pos | Equipo               | PJ | PG | PP | SF | SC | PTS |
| --- | -------------------- | -- | -- | -- | -- | -- | --- |
| 1   | Colombia             | 3  | 3  | 0  | 9  | 2  | 8   |
| 2   | República Dominicana | 3  | 2  | 1  | 8  | 5  | 7   |
| 3   | Perú                 | 3  | 1  | 2  | 5  | 6  | 6   |
| 4   | Cuba                 | 3  | 0  | 2  | 1  | 6  | 0   |

## Campeón
| Colombia           |
| Campeón            |
| COLOMBIA 1º Título |

## Clasificación general
| Pos | Equipo               |
| --- | -------------------- |
| 1   | Colombia             |
| 2   | República Dominicana |
| 3   | Perú                 |
| 4   | Cuba                 |

- Datos: Q5906932